# Feyza Sevil Güngör
Feyza Sevil Güngör (* 30. März 1997 in Ankara) ist eine türkische Schauspielerin.

## Leben und Karriere
Güngör wurde am 30. März 1997 in Ankara geboren. Sie studierte an der İstanbul Ticaret Üniversitesi. Ihr Debüt gab sie 2019 in der Fernsehserie Savaşçı. Anschließend spielte sie 2021 in Kuruluş Osman mit. Im selben Jahr trat sie in einer Episode in Çember auf. Von 2022 bis 2024 hatte Güngör in der Serie Aldatmak eine Hauptrolle.
Neben Türkisch und Englisch spricht sie auch noch fließend Deutsch.

## Filmografie
Serien
- 2019–2021: Savaşçı
- 2021: Çember
- 2021: Kuruluş Osman
- 2022–2024: Aldatmak